# Comarques de la Comunitat de Madrid

Comarques de la Comunitat de Madrid segons la Guia de Turisme Rural i Actiu (els municipis de l'àrea metropolitana no s'inclouen en cap)

La Comunitat de Madrid és una comunitat autònoma espanyola uniprovincial. En el seu article 75 la Llei 2/2003, d'11 de març, d'Administració Local de la Comunitat de Madrid (BOCM de 18 de març de 2003), es preveu la creació de comarques: 
| « | Segons disposa l'article 3.3 de la Llei Orgànica 3/1983, de 25 de febrer, d'Estatut d'Autonomia de la Comunitat de Madrid, per Llei de l'Assemblea de Madrid es podran crear Comarques mitjançant l'agrupació de Municipis limítrofs les característiques dels quals determinin interessos comuns precisats d'una gestió pròpia o demandin la prestació de serveis en aquest àmbit en els termes previstos en l'article 42 de la Llei 7/1985, de 2 d'abril, reguladora de les Bases de Règim Local. | » |

No obstant això, l'Assemblea de Madrid no va aprovar cap llei per a la formació de comarques. Tot i així, amb diversos propòsits (agrícoles, turístics...) diversos organismes de l'administració autonòmica han definit informalment comarques: 
- La Guia de Turisme Rural i Actiu, editada per la Direcció general de Turisme (Conselleria de Cultura i Turisme) defineix vuit comarques (deixant-ne fora els municipis interiors, pertanyents a l'Àrea metropolitana de Madrid o al Corredor de l'Henares.
- El Llibre Blanc de la Política Agrària i el Desenvolupament Rural, editat per la Direcció general d'Agricultura i Desenvolupament Rural (Conselleria d'Economia i Innovació Tecnològica) defineix sis comarques agrícoles que cobreixen tot el territori de la Comunitat. Aquestes classificacions, no oficials, conviuen amb comarques tradicionals o amb altres agrupacions més modernes (com el Corredor de l'Henares), també sense regulació oficial.

## Comarques: classificació turística
Segons la primera classificació (turística) es defineixen vuit comarcas (els municipis centrals no pertanyen a cap comarca): 
- Sierra Norte (Torrelaguna)

Comarques de Madrid segons la Guia de Turisme Rural i Actiu:
Sierra Norte
Cuenca del Guadarrama
Cuenca Alta del Manzanares
Cuenca del Medio Jarama
Sierra Oeste
Área Metropolitana y Corredor del Henares
Cuenca del Henares
Comarca Sur
Comarca de Las Vegas

- Cuenca del Guadarrama (Collado Villalba)
- Cuenca Alta del Manzanares (Colmenar Viejo)
- Cuenca del Medio Jarama (Algete)
- Sierra Oeste (San Martín de Valdeiglesias)
- Área Metropolitana y Corredor del Henares (Madrid)
- Cuenca del Henares (Rivas-Vaciamadrid)
- Comarca Sur (Valdemoro)
- Comarca de Las Vegas (Aranjuez)

## Comarques: classificació agrícola
Segons la segona classificació, es defineixen sis comarques agrícoles:

Comarques de Madrid segons el Libro Blanco de la Política Agraria y el Desarrollo Rural:
Lozoya-Somosierra
Guadarrama
Área Metropolitana
Campiña
Sur Occidental
Las Vegas

## Comarques històriques
A banda de les classificacions realitzades per la Comunitat de Madrid, es poden identificar al seu territori les comarques històriques:
- Valle del Lozoya (al nord i amb Buitrago del Lozoya com a cap)
- Guadarrama (a l'oest)
- Somosierra (al nord)
- Valle del Alberche (al sud-oest i compartida amb la província de Toledo)
- El Real de Manzanares (al nord-oest i amb Colmenar Viejo com a cap)
- La Sagra (al sud i compartida amb la província de Toledo)
- Lomo de Casarrubios (al sud i compartida amb la província de Toledo)
- Comarca de Alcalá (a l'est i amb Alcalá de Henares com a cap), amb dues subcomarques:

1. Alcarria de Alcalá (subcomarca al seu torn de La Alcarria, comarca més gran que s'estén també per Guadalajara i Conca)
2. Campiña de Alcalá (sucomarca al seu torn de la Campiña del Henares, que s'estén també per Guadalajara)

- Alcarria de Chinchón (al sud-est i amb Chinchón com a cap, subcomarca igualment de La Alcarria)
- Cuesta de las Encomiendas (al sud-est i compartida amb la província de Toledo)